# المعهد العالمي للفكر الإسلامي
المعهد العالمي للفكر الإسلامي (بالإنجليزية: The International Institute of Islamic Thought)‏ مؤسسة فكرية علمية خيرية مستقلة، تعمل في ميدان الإصلاح الفكري والمعرفي، باعتبار ذلك واحداً من منطلقات المشروع الحضاري الإسلامي المعاصر، ويوجه خطابه إلى العلماء والمفكرين والباحثين وجمهور المثقفين للعمل على إصلاح الفكر والمنهجية الإسلامية على مستوى الأمة متجاوزاً حدود اللغة والإقليم.
يمثل المعهد منبراً متميزاً يعمل ضمن المنظور الإسلامي لتنفيذ مشروعات الأبحاث وعقد المؤتمرات والندوات، ونشر الكتب والدوريات العلمية المحكّمة. ويتعامل المعهد مع مصادر التراث الإسلامي والمعرفة الإنسانية المعاصرة؛ لبلورة تيار فكري إسلامي متميز، يمهّد لاستعادة قدرة الأمة على العطاء الحضاري، وتوجيه التقدم الإنساني.
تأسس المعهد عام 1401هـ (1981م)، وسُجّل في الولايات المتحدة الأمريكية، ومقره العام في (هيرندن) من ضواحي العاصمة الأمريكية واشنطن، وله فروع ومكاتب في عدد من العواصم العربية والإسلامية والعالمية، ويشرف على أعماله مجلس أمناء ينتخب من بين أعضائه رئيساً له بصورة دورية.

## إنجازات المعهد العالمي للفكر الإسلامي
تمكّن المعهد العالمي للفكر الإسلامي، بفضل الله سبحانه، من تعميق الوعي لدى مثقفي الأمة ومفكريها بطبيعة الأزمة الفكرية والوجدانية وبأهمية البعد الفكري والوجداني في المشروع الحضاري الإسلامي الشامل. كما أسهم المعهد في دراسة ظواهر العلّة في الأمة الإسلامية، وتشخيص أعراضها، ورسَم المعهد برنامجاً للإصلاح، وشرعَ في تنفيذه، بمشاركة فاعلة للعديد من العلماء والباحثين والمفكرين من مختلف فئات الأمة.
وقد بلْوَر المعهد مفهوم «إسلامية المعرفة»؛ بوصفه منطلقاً للإصلاح الفكري، والخروج من «أزمة العقل المسلم» مؤكداً أهمية «بناء الرؤية الكونية الإسلامية» و«المنهجية الإسلامية»، وضرورة تطوير منهجية معاصرة فاعلة ومنضبطة للتعامل مع القرآن الكريم، والسنة النبوية الشريفة، والتراث الإسلامي والإنساني، والواقع المعاصر.
وقد لاحظ المعهد أن أزمة الحضارة الإنسانية اليوم تُعزى إلى غياب الأمة الإسلامية عن ساحة الحضارة المعاصرة، وأن الفكر الإسلامي المبني على أساس قيم العدل والإخاء والسلام، القائم على «الجمع بين القراءتين»: قراءة الوحي وقراءة الكون، قادر على معالجة أزمة الحضارة المعاصرة، وتحقيق الإخاء الإنساني، وذلك عندما تتوافر لهذه الحضارة أسباب الهداية الربانية، وتتحقق فيها معطيات القيم الخلقية.
وقد تحقق للمعهد ذلك من خلال مئات المؤتمرات والندوات والدورات العلمية التي نظمها على المستويات المحلية والإقليمية والعالمية، وشارك فيها آلاف الباحثين والمفكرين والمثقفين من مختلف التخصصات والتوجهات. إضافة إلى أن مئات الكتب التي نشرها المعهد باللغات المختلفة، وصلت إلى جمهور كبير ونطاق واسع.
وأسهمت مجلتا المعهد بالعربية والإنجليزية في توسيع آفاق المعرفة وتعميم الإنتاج العلمي الأصيل، ووُضِع علماء الأمة ومفكريها أمام التحديات التي تواجه المعرفة الإنسانية وبلورة الخطاب الإسلامي تجاهها.
وقد تميّز أسلوب المعهد في مجمل هذه النشاطات بالانفتاح والتعاون وتحرّي أوجه العمل المشترك مع العديد من الهيئات العلمية والجامعات ومراكز البحوث الرسمية والخاصة في مختلف الأقطار.

## المضايقات
بعد أحداث سبتمبر تمت مهاجمة المعهد من قبل الأمن الأمريكي، فحملت كل الوثائق والكمبيوترات وأطناناً من الأوراق، وتعرضوا لمضايقات شديدة، ودخلوا محنة كبيرة من نوع مختلف، ولكنهم كانوا قد احتاطوا أمرهم بثلاث: أموال كثيرة صرفوها لمحامين أكفاء، وتصفية ذمتهم من الضرائب بشكل واضح ونظيف، وبعدهم عن الشبهات والعنف، فنجوا من العاصفة.. ولم يخلصوا بعد من كثير من المضايقات.

## وصلات خارجية
- العالمي للفكر الإسلامي